# Championnats d'Europe de beach-volley 1996
Navigation
Édition précédente Édition suivante
Les championnats d'Europe de beach-volley 1996, quatrième édition des championnats d'Europe de beach-volley, ont lieu en août 1996 à Pescara, en Italie. Il est remporté par les Tchèques Michal Palinek et Marek Pakosta chez les hommes et leurs compatriotes Eva Celbová et Sona Novaková chez les femmes.